# Gabriel Alapetite
Gabriel Alapetite, född 1854 och död 1932, var en fransk ämbetsman.
Alapetite var generalresident i Tunis under de kritiska åren 1906-1918, och var från 1920 generalkommissarie i Elsass-Lothringen, i vilken egenskap han arbetade för det återvärvade områdets assimilering med Frankrike.